# Neckeropsis pocsii
Neckeropsis pocsii är en bladmossart som beskrevs av Johannes Enroth och Robert Earle Magill 1994. Neckeropsis pocsii ingår i släktet Neckeropsis och familjen Neckeraceae. IUCN kategoriserar arten globalt som akut hotad. Inga underarter finns listade i Catalogue of Life.